# Domenico Siniscalco

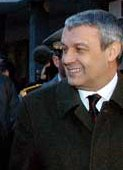
Domenico Siniscalco

Domenico Siniscalco (Turijn, 15 juli 1954) is een  Italiaans econoom die als partijloos politicus minister was in de  tweede en derde regering van Silvio Berlusconi.
Hij studeerde af in de rechten aan de universiteit van Turijn, en vervolgde zijn studie in de economie te Cambridge. Hij doceerde aan verschillende universiteiten, waaronder aan de prestigieuze Johns Hopkins University. Hij schreef vele artikelen, onder andere voor de financiële krant Il sole 24 ore, over economische onderwerpen als privatisering, milieu-economie en industriële economie. Verder was hij werkzaam als directeur van de Italiaanse schatkist en als adviseur van bedrijven als ENI en Telecom Italia.
In 2004 werd hij minister van Economie en Financiën als opvolger van de afgetreden Giulio Tremonti. Hij trad af op 22 september 2005, nadat er kritiek was op zijn plannen en nadat hij er niet in was geslaagd de president van de Centrale Bank, Antonio Fazio, ertoe te bewegen ontslag te nemen. Die laatste zou een dubieuze positie hebben ingenomen bij de pogingen van ABN AMRO om de Italiaanse Banca popolare Antonveneta over te nemen, een positie waarbij hij buitenlandse inmenging in de Italiaanse bankwereld zou hebben willen voorkomen ten faveure van de Banca popolare di Lodi.
- Gemeinsame Normdatei: 170033546
- International Standard Name Identifier: 0000 0000 5857 8260
- Library of Congress Control Number: n85192306
- Nationale Bibliotheek van Letland: 000050271
- Nationale Bibliotheek van Tsjechië: vse2005296710
- Nationale Bibliotheek van Israël: 987007605377005171
- Réseau des bibliothèques de Suisse occidentale: 02-A003835235
- Istituto Centrale per il Catalogo Unico: CFIV075534
- Système universitaire de documentation: 05029685X
- Virtual International Authority File: 34612099